# North American Soccer League 1982
Navigation
NASL 1981 NASL 1983
La North American Soccer League 1982 est la quinzième édition de la North American Soccer League. Vingt et une équipes s'inscrivent au championnat. Seules 14 équipes (7 de moins que la saison dernière) s'inscrivent au championnat. Les clubs sont répartis en 3 poules géographiques.
Comme dans d'autres compétitions organisées en Amérique (Ligue nationale de hockey ou NBA), il n'y a ni promotion, ni relégation, un système de franchises est mis en place.
C'est le club de Cosmos de New York qui remporte cette édition en battant lors de la finale les Sounders de Seattle. C'est le 5e titre de l'histoire du club.

## Les 14 franchises participantes
| Cosmos Manic de Montréal Toronto Sting de Chicago Strikers de Fort Lauderdale Roughnecks de Tulsa Tea Men Rowdies de Tampa Bay Sounders de Seattle Sockers de San Diego Whitecaps de Vancouver Timbers de Portland Earthquakes de San José Drillers d'Edmonton |

| - Division Ouest - Drillers d'Edmonton - Timbers de Portland - Sockers de San Diego - Earthquakes de San José - Sounders de Seattle - Whitecaps de Vancouver | - Division Est - Sting de Chicago - Manic de Montréal - Cosmos de New York - Blizzard de Toronto | - Division Sud - Strikers de Fort Lauderdale - Tea Men de Jacksonville - Rowdies de Tampa Bay - Roughnecks de Tulsa |  |

- Par rapport à la saison précédente : 
  - Les Diplomats de Washington, les Chiefs d'Atlanta, les Kicks du Minnesota, le Tornado de Dallas, les Los Angeles, le Surf de Californie et les Boomers de Calgary disparaissent.

## Format
- Les 14 équipes sont réparties en trois divisions.
- Toutes les équipes disputent 32 rencontres :
  - pour les divisions Est et Sud :
    - 12 rencontres de division (4 matchs face aux trois autres équipes)
    - 20 rencontres inter-division (2 matchs face aux équipes des autres divisions)

  - pour la division Ouest :
    - 16 rencontres de division (4 matchs face à une équipe, 3 matchs contre les 4 autres équipes)
    - 16 rencontres inter-division (2 matchs face aux équipes des autres divisions)

- Il n'y a pas de match nul. En cas d'égalité au bout de 90 minutes, une prolongation avec but en or de 15 minutes est jouée. Si elle achève sans but, une séance de tirs au but a lieu. Contrairement à une séance de tirs au but classique, les joueurs partent des 35 yards (environ 32 mètres du but) et ont cinq secondes pour tirer au but.
- Le barème de points est le suivant :
  - Victoire dans le temps réglementaire ou en prolongation : 6 points
  - Victoire aux tirs au but : 4 points
  - Défaite : 0 point
  - Un point de bonus est accordé par but marqué dans la limite de 3 buts par match.
- Les champions de divisions se qualifient pour les séries éliminatoires ainsi que les cinq meilleures équipes restantes.

## Phase régulière

### Division Est
| Rang | Équipe              | Pts | J  | G  | Gt | P  | Bp | Bc | Diff |    |
| ---- | ------------------- | --- | -- | -- | -- | -- | -- | -- | ---- | -- |
| 1    | Cosmos de New York  | 203 | 32 | 22 | 1  | 9  | 73 | 52 | +21  | 67 |
| 2    | Manic de Montréal   | 159 | 32 | 17 | 2  | 13 | 60 | 43 | +17  | 49 |
| 3    | Blizzard de Toronto | 151 | 32 | 17 | 0  | 15 | 64 | 47 | +17  | 49 |
| 4    | Sting de Chicago T  | 129 | 32 | 12 | 1  | 19 | 56 | 67 | -11  | 53 |

- Vainqueur de division et qualification directe pour les séries éliminatoires
- Wild-card pour les séries éliminatoires

T : Tenant du titre

### Division Sud
| Rang | Équipe                      | Pts | J  | G  | Gt | P  | Bp | Bc | Diff |    |
| ---- | --------------------------- | --- | -- | -- | -- | -- | -- | -- | ---- | -- |
| 1    | Strikers de Fort Lauderdale | 163 | 32 | 17 | 1  | 14 | 64 | 74 | -10  | 57 |
| 2    | Roughnecks de Tulsa         | 151 | 32 | 14 | 2  | 16 | 69 | 57 | +12  | 59 |
| 3    | Rowdies de Tampa Bay        | 112 | 32 | 11 | 1  | 20 | 47 | 77 | -30  | 42 |
| 4    | Tea Men de Jacksonville     | 105 | 32 | 11 | 0  | 21 | 41 | 71 | -30  | 39 |

- Vainqueur de division et qualification directe pour les séries éliminatoires
- Wild-card pour les séries éliminatoires

### Division Ouest
| Rang | Équipe                  | Pts | J  | G  | Gt | P  | Bp | Bc | Diff |    |
| ---- | ----------------------- | --- | -- | -- | -- | -- | -- | -- | ---- | -- |
| 1    | Sounders de Seattle     | 166 | 32 | 17 | 1  | 14 | 72 | 48 | +24  | 60 |
| 2    | Sockers de San Diego    | 162 | 32 | 16 | 3  | 13 | 71 | 54 | +17  | 54 |
| 3    | Whitecaps de Vancouver  | 160 | 32 | 17 | 3  | 12 | 58 | 48 | +10  | 46 |
| 4    | Timbers de Portland     | 122 | 32 | 12 | 2  | 18 | 49 | 44 | +5   | 42 |
| 5    | Earthquakes de San José | 114 | 32 | 12 | 1  | 19 | 47 | 62 | -15  | 38 |
| 6    | Drillers d'Edmonton     | 93  | 32 | 8  | 3  | 21 | 38 | 65 | -27  | 33 |

- Vainqueur de division et qualification directe pour les séries éliminatoires
- Wild-card pour les séries éliminatoires

### Résultats
Source : wildstat.com

#### Matchs intra-division

##### Division Est
| Résultats (▼dom., ►ext.)                                   | CHI | MON | NY  | TOR | CHI | MON | NY  | TOR |
| Sting de Chicago                                           |     | 2-3 | 1-3 | 3-1 |     | 2-1 | 1-2 | 3-1 |
| Manic de Montréal                                          | 4-2 |     | 3-2 | 2-1 | 4-1 |     | 3-1 | 1-2 |
| Cosmos de New York                                         | 3-1 | 3-2 |     | 2-1 | 3-1 | 3-2 |     | 1-4 |
| Blizzard de Toronto                                        | 2-0 | 2-1 | 2-1 |     | 2-1 | 2-0 | 0-1 |     |
| - Victoire à domicile - Match nul - Victoire à l'extérieur |     |     |     |     |     |     |     |     |

##### Division Sud
| Résultats (▼dom., ►ext.)                                   | FL  | JAC | TAM | TUL | FL  | JAC  | TAM | TUL |
| Strikers de Fort Lauderdale                                |     | 4-2 | 2-3 | 3-2 |     | 5-3  | 2-1 | 1-2 |
| Tea Men de Jacksonville                                    | 3-1 |     | 2-0 | 0-3 | 1-2 |      | 4-0 | 0-5 |
| Rowdies de Tampa Bay                                       | 2-3 | 0-2 |     | 3-1 | 4-2 | 2-0  |     | 2-0 |
| Roughnecks de Tulsa                                        | 2-4 | 3-2 | 2-0 |     | 3-1 | 3-2A | 3-0 |     |
| - Victoire à domicile - Match nul - Victoire à l'extérieur |     |     |     |     |     |      |     |     |

##### Division Ouest
| Résultats (▼dom., ►ext.)                                   | EDM | POR | SAD  | SAJ  | SEA  | VAN  | EDM | POR | SAD  | SAJ | SEA  | VAN |
| Drillers d'Edmonton                                        |     | 1-0 | 2-3  | 2-0  | 0-1  | 3-2A |     |     |      | 1-0 | 2-1A | 1-0 |
| Timbers de Portland                                        | 3-0 |     | 1-2A | 0-1  | 1-4  | 5-0  | 4-0 |     | 3-1  |     | 0-1  |     |
| Sockers de San Diego                                       | 5-2 | 5-3 |      | 0-1  | 4-3A | 1-0  | 4-1 |     |      | 5-0 | 2-1  |     |
| Earthquakes de San José                                    | 1-2 | 0-2 | 0-3  |      | 1-2  | 2-0  |     | 0-2 | 3-2  |     |      | 1-2 |
| Sounders de Seattle                                        | 4-2 | 0-1 | 2-1A | 0-1A |      | 1-2  |     | 3-0 |      | 5-4 |      | 1-2 |
| Whitecaps de Vancouver                                     | 3-1 | 2-1 | 0-1  | 0-1  | 2-1  |      | 2-1 | 1-0 | 1-2A |     |      |     |
| - Victoire à domicile - Match nul - Victoire à l'extérieur |     |     |      |      |      |      |     |     |      |     |      |     |

#### Matchs inter-division
| Résultats (▼dom., ►ext.)                                   | CHI  | MON  | NY   | TOR | FL   | JAC | TAM  | TUL  | EDM | POR  | SAD | SAJ | SEA | VAN  |
| Sting de Chicago                                           |      |      |      |     | 2-0  | 3-1 | 3-1  | 3-2  | 3-2 | 1-2A | 1-2 | 2-1 | 2-4 | 2-3A |
| Manic de Montréal                                          |      |      |      |     | 6-2  | 5-1 | 1-2  | 0-1A | 2-0 | 1-0  | 2-0 | 2-1 | 2-1 | 0-1  |
| Cosmos de New York                                         |      |      |      |     | 3-2  | 2-0 | 2-0  | 3-1  | 3-1 | 6-2  | 2-1 | 2-1 | 3-2 | 3-2  |
| Blizzard de Toronto                                        |      |      |      |     | 3-4A | 0-1 | 9-2  | 1-0  | 1-0 | 1-0  | 3-1 | 7-0 | 0-2 | 3-1  |
| Strikers de Fort Lauderdale                                | 2-1  | 1-0  | 2-1  | 3-2 |      |     |      |      | 2-1 | 1-0  | 1-7 | 3-2 | 2-1 | 2-3  |
| Tea Men de Jacksonville                                    | 3-2  | 0-1  | 2-3  | 2-0 |      |     |      |      | 1-0 | 1-0  | 1-3 | 1-4 | 0-2 | 2-1  |
| Rowdies de Tampa Bay                                       | 1-2A | 0-3  | 0-2  | 1-2 |      |     |      |      | 4-1 | 1-2A | 3-1 | 2-1 | 1-0 | 2-5  |
| Roughnecks de Tulsa                                        | 2-4  | 1-0  | 2-3A | 5-1 |      |     |      |      | 1-0 | 4-0  | 3-4 | 2-0 | 1-4 | 1-2  |
| Drillers d'Edmonton                                        | 3-1  | 0-1  | 2-1  | 2-1 | 2-1A | 1-2 | 1-3  | 1-5  |     |      |     |     |     |      |
| Timbers de Portland                                        | 1-2  | 0-1  | 2-3  | 2-1 | 3-0  | 2-0 | 5-0  | 2-0  |     |      |     |     |     |      |
| Sockers de San Diego                                       | 1-0  | 2-3A | 1-2  | 0-4 | 1-3  | 3-0 | 2-1  | 1-2  |     |      |     |     |     |      |
| Earthquakes de San José                                    | 1-3  | 4-1  | 4-2  | 2-1 | 0-2  | 1-0 | 6-2  | 3-2  |     |      |     |     |     |      |
| Sounders de Seattle                                        | 3-0  | 1-2A | 3-2  | 2-1 | 4-0  | 6-0 | 3-4A | 4-3  |     |      |     |     |     |      |
| Whitecaps de Vancouver                                     | 3-1  | 2-1A | 1-0  | 1-3 | 4-1  | 4-2 | 3-0  | 3-2A |     |      |     |     |     |      |
| - Victoire à domicile - Match nul - Victoire à l'extérieur |      |      |      |     |      |     |      |      |     |      |     |     |     |      |

A Quand un score est suivi d'une lettre, cela signifie que le match en question s'est terminé par une séance de tirs au but. Si le score inscrit est 3-2, cela signifie que l'équipe gagnante a remporté la séance de tirs au but après un match nul 2-2 à l'issue de la prolongation.

## Séries éliminatoires

### Règlement
- Les champions de divisions sont qualifiés pour les séries éliminatoires. Les cinq meilleurs bilans restants toutes divisions confondues également.
- Les quarts et demi-finales se disputent au meilleur des trois matchs, avec match aller et match d'appui éventuel sur le terrain de la tête de série la plus élevée. Chaque match doit avoir un gagnant. Au bout de 90 minutes, en cas d'égalité, une prolongation de 30 minutes a lieu. S'il y a toujours égalité, une séance de tirs au but a lieu.
- Le Soccer Bowl a lieu au Jack Murphy Stadium de San Diego sur un seul match. Au bout de 90 minutes, en cas d'égalité, une prolongation de 30 minutes a lieu. S'il y a toujours égalité, une séance de tirs au but a lieu.

### Qualifiés
| Place | Premiers de poule           | Pts |
| ----- | --------------------------- | --- |
| 1     | Cosmos de New York          | 203 |
| 2     | Sounders de Seattle         | 166 |
| 3     | Strikers de Fort Lauderdale | 163 |
|       | Wild-cards                  |     |
| 4     | Sockers de San Diego        | 162 |
| 5     | Whitecaps de Vancouver      | 160 |
| 6     | Manic de Montréal           | 159 |
| 7     | Blizzard de Toronto         | 151 |
| 8     | Roughnecks de Tulsa         | 151 |

### Tableau
|  | Demi-finales de Conférence        | Demi-finales de Conférence        | Demi-finales de Conférence        | Demi-finales de Conférence        |                         |                         | Finales de Conférence | Finales de Conférence | Finales de Conférence | Finales de Conférence |  |  | Soccer Bowl '82                                   | Soccer Bowl '82                                   | Soccer Bowl '82                                   | Soccer Bowl '82                                   |
|  |                                   |                                   |                                   |                                   |                         |                         |                       |                       |                       |                       |  |  |                                                   |                                                   |                                                   |                                                   |
|  | 25, 28 août et 1er septembre 1982 | 25, 28 août et 1er septembre 1982 | 25, 28 août et 1er septembre 1982 | 25, 28 août et 1er septembre 1982 |                         |                         | 5 et 8 septembre 1982 | 5 et 8 septembre 1982 | 5 et 8 septembre 1982 | 5 et 8 septembre 1982 |  |  | 18 septembre 1982, Jack Murphy Stadium, San Diego | 18 septembre 1982, Jack Murphy Stadium, San Diego | 18 septembre 1982, Jack Murphy Stadium, San Diego | 18 septembre 1982, Jack Murphy Stadium, San Diego |
|  | 25, 28 août et 1er septembre 1982 | 25, 28 août et 1er septembre 1982 | 25, 28 août et 1er septembre 1982 | 25, 28 août et 1er septembre 1982 |                         |                         | 5 et 8 septembre 1982 | 5 et 8 septembre 1982 | 5 et 8 septembre 1982 | 5 et 8 septembre 1982 |  |  | 18 septembre 1982, Jack Murphy Stadium, San Diego | 18 septembre 1982, Jack Murphy Stadium, San Diego | 18 septembre 1982, Jack Murphy Stadium, San Diego | 18 septembre 1982, Jack Murphy Stadium, San Diego |
|  | (1) Cosmos de New York            | (1) Cosmos de New York            | 5 - 0 - 1                         | 5 - 0 - 1                         |                         |                         | 5 et 8 septembre 1982 | 5 et 8 septembre 1982 | 5 et 8 septembre 1982 | 5 et 8 septembre 1982 |  |  | 18 septembre 1982, Jack Murphy Stadium, San Diego | 18 septembre 1982, Jack Murphy Stadium, San Diego | 18 septembre 1982, Jack Murphy Stadium, San Diego | 18 septembre 1982, Jack Murphy Stadium, San Diego |
|  | (1) Cosmos de New York            | (1) Cosmos de New York            | 5 - 0 - 1                         | 5 - 0 - 1                         |                         |                         | 5 et 8 septembre 1982 | 5 et 8 septembre 1982 | 5 et 8 septembre 1982 | 5 et 8 septembre 1982 |  |  | 18 septembre 1982, Jack Murphy Stadium, San Diego | 18 septembre 1982, Jack Murphy Stadium, San Diego | 18 septembre 1982, Jack Murphy Stadium, San Diego | 18 septembre 1982, Jack Murphy Stadium, San Diego |
|  | (8) Roughnecks de Tulsa           | (8) Roughnecks de Tulsa           | 0 - 1 - 0                         | 0 - 1 - 0                         |                         |                         | 5 et 8 septembre 1982 | 5 et 8 septembre 1982 | 5 et 8 septembre 1982 | 5 et 8 septembre 1982 |  |  | 18 septembre 1982, Jack Murphy Stadium, San Diego | 18 septembre 1982, Jack Murphy Stadium, San Diego | 18 septembre 1982, Jack Murphy Stadium, San Diego | 18 septembre 1982, Jack Murphy Stadium, San Diego |
|  | (8) Roughnecks de Tulsa           | (8) Roughnecks de Tulsa           | 0 - 1 - 0                         | 0 - 1 - 0                         | (1) Cosmos de New York  | (1) Cosmos de New York  | 2 - 2a. p.            | 2 - 2a. p.            |                       |                       |  |  | 18 septembre 1982, Jack Murphy Stadium, San Diego | 18 septembre 1982, Jack Murphy Stadium, San Diego | 18 septembre 1982, Jack Murphy Stadium, San Diego | 18 septembre 1982, Jack Murphy Stadium, San Diego |
|  | 25, 29 août et 2 septembre 1982   |                                   |                                   |                                   | (1) Cosmos de New York  | (1) Cosmos de New York  | 2 - 2a. p.            | 2 - 2a. p.            |                       |                       |  |  | 18 septembre 1982, Jack Murphy Stadium, San Diego | 18 septembre 1982, Jack Murphy Stadium, San Diego | 18 septembre 1982, Jack Murphy Stadium, San Diego | 18 septembre 1982, Jack Murphy Stadium, San Diego |
|  |                                   |                                   | (4) Sockers de San Diego          | (4) Sockers de San Diego          | 1 - 1                   | 1 - 1                   |                       |                       |                       |                       |  |  | 18 septembre 1982, Jack Murphy Stadium, San Diego | 18 septembre 1982, Jack Murphy Stadium, San Diego | 18 septembre 1982, Jack Murphy Stadium, San Diego | 18 septembre 1982, Jack Murphy Stadium, San Diego |
|  | (4) Sockers de San Diego          | (4) Sockers de San Diego          | (4) Sockers de San Diego          | (4) Sockers de San Diego          | 1 - 1                   | 1 - 1                   | 5 - 0 - 2             | 5 - 0 - 2             |                       |                       |  |  | 18 septembre 1982, Jack Murphy Stadium, San Diego | 18 septembre 1982, Jack Murphy Stadium, San Diego | 18 septembre 1982, Jack Murphy Stadium, San Diego | 18 septembre 1982, Jack Murphy Stadium, San Diego |
|  | (4) Sockers de San Diego          | (4) Sockers de San Diego          | 4, 8 et 10 septembre 1982         |                                   |                         |                         | 5 - 0 - 2             | 5 - 0 - 2             |                       |                       |  |  | 18 septembre 1982, Jack Murphy Stadium, San Diego | 18 septembre 1982, Jack Murphy Stadium, San Diego | 18 septembre 1982, Jack Murphy Stadium, San Diego | 18 septembre 1982, Jack Murphy Stadium, San Diego |
|  | (5) Whitecaps de Vancouver        | (5) Whitecaps de Vancouver        | 1 - 1 - 1                         | 1 - 1 - 1                         |                         |                         |                       |                       |                       |                       |  |  | 18 septembre 1982, Jack Murphy Stadium, San Diego | 18 septembre 1982, Jack Murphy Stadium, San Diego | 18 septembre 1982, Jack Murphy Stadium, San Diego | 18 septembre 1982, Jack Murphy Stadium, San Diego |
|  | (5) Whitecaps de Vancouver        | (5) Whitecaps de Vancouver        | 1 - 1 - 1                         | 1 - 1 - 1                         | (1) Cosmos de New York  | (1) Cosmos de New York  | 1                     | 1                     |                       |                       |  |  |                                                   |                                                   |                                                   |                                                   |
|  | 25, 27 août et 1er septembre 1982 |                                   |                                   |                                   | (1) Cosmos de New York  | (1) Cosmos de New York  | 1                     | 1                     |                       |                       |  |  |                                                   |                                                   |                                                   |                                                   |
|  |                                   |                                   | (2) Sounders de Seattle           | (2) Sounders de Seattle           | 0                       | 0                       |                       |                       |                       |                       |  |  |                                                   |                                                   |                                                   |                                                   |
|  | (2) Sounders de Seattle           | (2) Sounders de Seattle           | (2) Sounders de Seattle           | (2) Sounders de Seattle           | 0                       | 0                       | 4 - 1 - 4             | 4 - 1 - 4             |                       |                       |  |  |                                                   |                                                   |                                                   |                                                   |
|  | (2) Sounders de Seattle           | (2) Sounders de Seattle           |                                   |                                   |                         |                         |                       |                       |                       |                       |  |  |                                                   |                                                   |                                                   |                                                   |
|  | (7) Blizzard de Toronto           | (7) Blizzard de Toronto           | 2 - 2a. p. - 2                    | 2 - 2a. p. - 2                    |                         |                         |                       |                       |                       |                       |  |  |                                                   |                                                   |                                                   |                                                   |
|  | (7) Blizzard de Toronto           | (7) Blizzard de Toronto           | 2 - 2a. p. - 2                    | 2 - 2a. p. - 2                    | (2) Sounders de Seattle | (2) Sounders de Seattle | 2 - 3 - 1a. p.        | 2 - 3 - 1a. p.        |                       |                       |  |  |                                                   |                                                   |                                                   |                                                   |
|  | 25, 29 août et 1er septembre 1982 |                                   |                                   |                                   | (2) Sounders de Seattle | (2) Sounders de Seattle | 2 - 3 - 1a. p.        | 2 - 3 - 1a. p.        |                       |                       |  |  |                                                   |                                                   |                                                   |                                                   |
|  |                                   |                                   | (3) Strikers de Fort Lauderdale   | (3) Strikers de Fort Lauderdale   | 0 - 4a. p. - 0          | 0 - 4a. p. - 0          |                       |                       |                       |                       |  |  |                                                   |                                                   |                                                   |                                                   |
|  | (3) Strikers de Fort Lauderdale   | (3) Strikers de Fort Lauderdale   | (3) Strikers de Fort Lauderdale   | (3) Strikers de Fort Lauderdale   | 0 - 4a. p. - 0          | 0 - 4a. p. - 0          | 2 - 1a. p. - 4        | 2 - 1a. p. - 4        |                       |                       |  |  |                                                   |                                                   |                                                   |                                                   |
|  | (3) Strikers de Fort Lauderdale   | (3) Strikers de Fort Lauderdale   |                                   |                                   |                         |                         |                       | 2 - 1a. p. - 4        |                       |                       |  |  |                                                   |                                                   |                                                   |                                                   |
|  | (6) Manic de Montréal             | (6) Manic de Montréal             | 3a. p. - 0 - 1                    | 3a. p. - 0 - 1                    |                         |                         |                       |                       |                       |                       |  |  |                                                   |                                                   |                                                   |                                                   |
|  | (6) Manic de Montréal             | (6) Manic de Montréal             | 3a. p. - 0 - 1                    | 3a. p. - 0 - 1                    |                         |                         |                       |                       |                       |                       |  |  |                                                   |                                                   |                                                   |                                                   |
|  |                                   |                                   |                                   |                                   |                         |                         |                       |                       |                       |                       |  |  |                                                   |                                                   |                                                   |                                                   |

## Récompenses individuelles
| Trophée                            | Joueur            | Club                   |
| ---------------------------------- | ----------------- | ---------------------- |
| Meilleur joueur (saison régulière) | Peter Ward        | Sounders de Seattle    |
| Meilleur joueur (finale)           | Giorgio Chinaglia | Cosmos de New York     |
| Meilleur buteur                    | Giorgio Chinaglia | Cosmos de New York     |
| Meilleur rookie                    | / Pedro DeBrito   | Rowdies de Tampa Bay   |
| Meilleur entraîneur                | Johnny Giles      | Whitecaps de Vancouver |